# Pleurotrochopsis multispinosa
Pleurotrochopsis multispinosa är en hjuldjursart som först beskrevs av Fadeew 1925.  Pleurotrochopsis multispinosa ingår i släktet Pleurotrochopsis och familjen Notommatidae. Arten är reproducerande i Sverige. Inga underarter finns listade i Catalogue of Life.